# 许堂乡
许堂乡，是中华人民共和国安徽省阜阳市阜南县下辖的一个乡镇级行政单位。

## 行政区划
许堂乡下辖以下地区：
邵桥村、东方村、邵杨村、邰庄村、刘岗村、李塘村、大桥村、陈坡村、胡寨村、运河村、大余村、棚园村、许堂村、赵棚村和新集村。